# 東京 20th anniversary BOX
『「東京」 20th anniversary BOX』（とうきょう トゥエンティース・アニバーサリー・ボックス）は、2016年5月18日に発売されたサニーデイ・サービスのアルバム『東京』の発売20周年記念ボックス・セット。

## 解説
1996年リリースのアルバム『「東京」』発売20周年を記念したメモリアル・ボックス。最新リマスタリングによる『「東京」』のアナログLPとCDに加え、レアトラックスCD、「青春狂走曲」と「恋におちたら」の2枚のシングルをアナログ化した7インチ2枚。LPサイズ・ブックレットと、雑誌『バァフアウト!』での『「東京」』特集記事復刻冊子。復刻版『「東京」』ポスター&CD初回盤封入ミニポスターをセットした、完全限定BOXセット。 アナログLP『「東京」』（初回限定生産）、リマスタリング盤CD『「東京」』も同時発売。どちらも樋口毅宏の寄稿文が付いている。

## 『「東京」』アナログレコード (MDJX-9001)
1996年に完全限定生産にてリリースされたアナログ盤の再発。最新リマスタリング&カッティング。ジャケットは1996年盤同様ダブルジャケット仕様。

### 収録曲

#### Side 1
1. 東京  –  (1'53)
2. 恋におちたら  –  (4'40)
3. 会いたかった少女  –  (4'54)
4. もういいかい  –  (4'47)
5. あじさい  –  (4'18)
6. 青春狂走曲  –  (3'17)

#### Side 2
1. 恋色の街角  –  (4'31)
2. 真っ赤な太陽  –  (3'37)
3. いろんなことに夢中になったり飽きたり  –  (4'56)
4. きれいだね  –  (5'30)
5. ダーリン  –  (3'33)
6. コーヒーと恋愛  –  (2'39)

ALL SONGS WRITTEN BY KEIICHI SOKABE

### クレジット
| 「東京」 … PRODUCER / 曽我部恵一, ENGINEER / 中村文俊, ASSISTANT ENGINEER / 内山誠憲, MASTERING ENGINEER / 毛利篤, DIRECTOR / 渡邊文武 (ミディ), ART DIRECTOR / 小田島等 (ふろっぴいでぃすこ), PHOTOGRAPHERS / 守矢登 (COVER PHOTO), 金丸雅代, 坂本正郁 (INSIDE PHOTO), STUDIOS /フリー・スタジオ（湘南）, スタヂオ・テイク（幡ヶ谷）, コロムビア・スタジオ（赤坂）, リンキィ・ディンク・スタジオ（梅ヶ丘）, EXECUTIVE PRODUCER / 大蔵博 「サニーデイ・サービス」 … 曽我部恵一, 田中貴, 丸山晴茂 |

## 「青春狂走曲」7inchアナログレコード (MDKX-9001)

### 解説
1995年7月にリリースされたセカンド・シングルの、最新リマスタリング音源使用による初アナログ化の7インチEP。

### 収録曲

#### Side A
1. 青春狂走曲  –  (3'12)

#### Side B
1. いつもだれかに（新緑バージョン）  –  (2'13)
2. 続・青春狂走曲  –  (2'26)

### クレジット
| プロデュース … 曽我部                                                                   |
| アレンジ … 曽我部, 田中, 丸山                                                           |
| エンジニア … 中村文俊                                                                   |
| アシスタント・エンジニア … 及川勉                                                       |
| マスタリング … 宇野勝昭                                                                 |
| スタジオ … リンキー・ディンク・スタジオ（梅が丘）                                       |
| ディレクター … 渡邊文武 (MIDI)                                                          |
|                                                                                         |
| - PLAYER -                                                                              |
| 曽我部恵一 … Guitar, Vocal                                                              |
| 田中貴 … Bass Guitar                                                                    |
| 丸山晴茂 … Drums, Conga, Tambourine                                                     |
|                                                                                         |
| 並木静 … Hammond Organ, Piano                                                           |
| - featuring -                                                                           |
| 新宿少年団（シゲミ, オノダ, フーピー, タナカ, ハルシゲ, ケイイチ, ハワイ） on Hand Clap |
|                                                                                         |
| 写真 … 神田朋子                                                                         |
| デザイン … 古谷ゆうこ for Who Pee Production                                            |
| 真空管アンプ … 三島和敏                                                                 |
| 題字 … ソカベ                                                                           |
|                                                                                         |
| エグゼクティブ・プロデューサー … 大蔵博                                                 |

## 「恋におちたら」7inchアナログレコード (MDKX-9002)

### 解説
1995年11月にリリースされたサード・シングルの、最新リマスタリング音源使用による初アナログ化の7インチEP。

### 収録曲

#### Side A
1. 恋におちたら

#### Side B
1. コーヒーと恋愛 (Home Recording)

### クレジット

#### 恋におちたら
| 作詞 · 作曲 / 曽我部恵一 編曲 / サニーデイ・サービス                                                               |
| ACOUSTIC GUITAR, VOCAL, TAMBOURINE / 曽我部恵一, BASS / 田中貴, DRUMS / 丸山晴茂, PIANO, ELECTRIC PIANO / 中村文俊 |

#### コーヒーと恋愛 (Home Recording)
| 作詞 · 作曲 · 編曲 / 曽我部恵一            |
| ACOUSTIC GUITAR, VOCAL, KAZOO / 曽我部恵一 |

### スタッフ
| ENGINEER / 中村文俊                                         |
| ASSISTANT ENGINEER / 内山誠憲                               |
| DIRECTOR / 渡邊文武 (RHYME)                                 |
| DESIGN / フロッピーディスコ                                 |
| STUDIO / スタジオ・テイク（幡ヶ谷）、フリースタジオ（湘南） |
| PRODUCER / 曽我部恵一                                       |
| EXECUTIVE PRODUCER / 大蔵博                                 |

## 『「東京」』CD (MDCX-1013)
1996年の発売から一度もリマスタリングされることがなかった本作の、オリジナル・マスターテープからの最新リマスタリングによる、SHM-CDフォーマット。パッケージは紙ジャケット仕様。

### 収録曲
1. 東京
2. 恋におちたら
3. 会いたかった少女
4. もういいかい
5. あじさい
6. 青春狂走曲
7. 恋色の街角
8. 真っ赤な太陽
9. いろんなことに夢中になったり飽きたり
10. きれいだね
11. ダーリン
12. コーヒーと恋愛

### 東京
| ACOUSTIC GUITAR, PIANO, VOCAL / 曽我部恵一 |
| INSPIERED BY 吉井勇、中山晋平              |

### 恋におちたら
| ACOUSTIC GUITAR, TAMBOURINE, CHIME, VOCAL / 曽我部恵一 |
| BASS / 田中貴                                          |
| DRUMS / 丸山晴茂                                       |
| PIANO, ELECTRIC PIANO / 中村文俊                       |

### 会いたかった少女
| ACOUSTIC GUITAR, ELECTRIC GUITAR, VOCAL / 曽我部恵一 |
| BASS / 田中貴                                        |
| DRUMS, TAMBOURINE / 丸山晴茂                         |
| VIOLIN / 影山桐子                                    |

### もういいかい
| ELECTRIC GUITAR, ACOUSTIC GUITAR, TAMBOURINE, VOCAL / 曽我部恵一 |
| DRUMS / 丸山晴茂                                                 |
| BASS / 田中貴                                                    |
| PEDAL STEEL / 駒沢裕城                                           |
| CHORUS / 新宿少年団                                              |

### あじさい
| ACOUSTIC GUITAR, ELECTRIC GUITAR, DRUMS, BASS, TAMBOURINE, ELECTRIC PIANO, VOCAL / 曽我部恵一 |
| CONGA / 丸山晴茂                                                                              |
| STRINGS / 篠崎正嗣クァルテット                                                                |
| STRINGS ARRANGEMENT / 矢野誠                                                                  |

### 青春狂走曲
| ELECTRIC GUITAR, ACOUSTIC GUITAR, VOCAL / 曽我部恵一 |
| BASS / 田中貴                                        |
| DRUMS, TAMBOURINE / 丸山晴茂                         |
| ORGAN, PIANO / 並木静                                |
| HAND CLAP / 新宿少年団                               |

### 恋色の街角
| ACOUSTIC GUITAR, ELECTRIC GUITAR, CONGA, VOCAL / 曽我部恵一 |
| BASS / 田中貴                                               |
| DRUMS, TAMBOURINE / 丸山晴茂                                |
| ELECTRIC PIANO / 並木静                                     |
| FLUTE / 赤塚聡明                                            |

### 真っ赤な太陽
| ACOUSTIC GUITAR, ELECTRIC GUITAR, PIANO, MANDLIN, HARMONICA, VOCAL / 曽我部恵一 |
| BASS / 田中貴                                                                   |
| DRUMS, COWBELL, MARACAS / 丸山晴茂                                              |

### いろんなことに夢中になったり飽きたり
| DRUMS, BASS, ACOUSTIC GUITAR, VOCAL / 曽我部恵一 |
| PEDAL STEEL / 駒沢裕城                           |

### きれいだね
| ELECTRIC GUITAR, VOCAL / 曽我部恵一 |
| DRUMS / 丸山晴茂                    |
| BASS / 田中貴                       |
| ELECTRIC PIANO / 中村文俊           |
| CLAP / 新宿少年団                   |

### ダーリン
| ACOUSTIC GUITAR, VOCAL / 曽我部恵一 |
| BASS / 田中貴                       |
| DRUMS / 丸山晴茂                    |
| PEDAL STEEL / 駒沢裕城              |

### コーヒーと恋愛
| ACOUSTIC GUITAR, VOCAL, KAZOO / 曽我部恵一 |

## LIVE and RARE TRACKS (MDCX-1014)
1996年に行われた全国ツアー“TOUR'96”の最終日、10月23日渋谷ON AIR EASTでのライブ音源と、未発表バージョンを収録したライブ&レアトラック集。SHM-CDフォーマット。パッケージは紙ジャケット仕様。

### 収録曲
1. 御機嫌いかが?
2. いつもだれかに
3. 街へ出ようよ
4. あじさい
5. 恋におちたら
6. 真っ赤な太陽
1～6 live at ON AIR EAST 23rd Oct.1996
7. 東京 alternate mix
8. 恋におちたら early version
9. あじさい naked version
10. 花咲くころ early version
11. コーヒーと恋愛 alternate mix

## LPサイズブックレット（24ページ）
- 樋口毅宏「サニーデイ・サービス、そして曽我部恵一とわたし」
- 山崎二郎（『バァフアウト!』『ムーヴィリスト』編集長）「なぜ、20年、『東京』を聴き続けるのか?」
- ディレクター渡邊文武が語る、サニーデイ・サービス『東京』（インタビュー=兵庫慎司）
- 丸木戸定男「『東京』周辺」

## 復刻冊子（16ページ）
- サニーデイ・サービス 〜ワンダーランドに吹く風〜 … 雑誌『バァフアウト!』14号 (1996年April,May)に掲載された特集記事「曽我部恵一と歩く風都市東京」の完全復刻。

## 封入特典
- 復刻版「東京」告知ポスター（B2サイズ）
- 初回盤CD封入ミニポスター

## クレジット
| 制作監督 : 渡邊文武 (PTA)                                                                                            |
| 宣伝・進行 : 塚原雅洲 (MIDI INC.)                                                                                    |
| 美術 : 小田島等 |
| 宣伝協力 : 岩崎朗太 (ROSE RECORDS)                                                                                   |
| 制作補 : 水上由季 (ROSE RECORDS)                                                                                     |
| アーティスト・マネージメント : 金野志保 (ROSE RECORDS)                                                               |
| リマスタリング : 山本アキヲ (AUTORA)                                                                                 |
| アナログ・カッティング : 手塚和巳 (東洋化成)                                                                         |
| 寄稿 : 樋口毅宏 山崎二郎 丸木戸定男                                                                                  |
| インタビュアー : 兵庫慎司                                                                                            |
| 協力 : Barfout! プエルタ デル ソル 株式会社 守矢努                                                                   |
| |
| Excecutive Producer : 大蔵博                                                                                         |
| Dedicated to 守矢登 越山速水                                                                                         |
| |
| 写真 : |
| 『「東京」』表ジャケット : 守矢登                                                                                    |
| 『「東京」』CD裏ジャケット・BOX裏ジャケット・ブックレットP1,6,7,8,9,11,17,21,22・『「東京」』ミニポスター : 坂本正郁 |
| 『「東京」』LP内ジャケット : 金丸雅代 坂本正郁                                                                       |
| BOXインナージャケット : 金丸雅代                                                                                     |
| ブックレットP12,13,14,15,16 : 神田明子                                                                               |
| ブックレットP2,3,18,19 : 不明                                                                                        |

## リリース日一覧
| 地域 | リリース日    | レーベル | 規格           | カタログ番号 | 備考             |
| ---- | ------------- | -------- | -------------- | ------------ | ---------------- |
| 日本 | 2016年5月18日 | MIDI     | LP+2x7inch+2CD | MDCL-9001    | 初回完全限定生産 |